# Romas Ubartas
Romas Ubartas (Panevėžys, 26 maggio 1960) è un ex discobolo lituano, fino al 1991 sovietico.

## Carriera
In carriera ha vinto un titolo olimpico nel 1992 ed un titolo europeo nel 1986.
Nel 1993, al termine dei mondiali di Stoccarda fu trovato positivo al boldenone, uno steroide anabolizzante, in un test antidoping e fu squalificato dalle competizioni per quattro anni.
Nel 2002 è poi stato squalificato a vita perché trovato ancora una volta positivo alla stessa sostanza.

## Palmarès
| Anno | Manifestazione | Sede       | Evento           | Risultato | Misura  | Note |
| ---- | -------------- | ---------- | ---------------- | --------- | ------- | ---- |
| 1986 | Europei        | Stoccarda  | Lancio del disco | Oro       | 67,08 m |      |
| 1987 | Mondiali       | Roma       | Lancio del disco | 6º        | 65,50 m |      |
| 1988 | Olimpiadi      | Seul       | Lancio del disco | Argento   | 67,48 m |      |
| 1990 | Europei        | Spalato    | Lancio del disco | 5º        | 63,70 m |      |
| 1992 | Olimpiadi      | Barcellona | Lancio del disco | Oro       | 65,12 m |      |
| 1993 | Mondiali       | Stoccarda  | Lancio del disco | dq        | dq      |      |
| 1998 | Europei        | Budapest   | Lancio del disco | 9º        | 61,66 m |      |
| 1999 | Mondiali       | Siviglia   | Lancio del disco | 27º       | 58,49 m |      |
| 2000 | Olimpiadi      | Sydney     | Lancio del disco | 27º       | 60,50 m |      |
| 2001 | Mondiali       | Edmonton   | Lancio del disco | 14º       | 61,49 m |      |